# Rodvigsballe
Rodvigsballe er en gammel gård, der nævnes i 1531 som Raadisballe og 1535 som Rudisballe. Gården Ligger i Grædstrup Sogn i Horsens Kommune. Rodvigsballe Avlsgård er på 513 hektar med Dauding Østergård og Bjerregård.

## Ejere af Rodvigsballe
- (1531-1558) Kronen
- (1558-) Jens Bang
- (-) Kirsten Andersdatter Vinter gift Bang
- (-1711) Herredsfoged Jens Andersen
- (-1846) Forskellige ejere
- (1846-1886) Politikeren, etatsråd J.P. Chr. Holst - hovedbygning i 2 etager blev opført i 1860
- (1886-1890) P. von Scholten (barnebarn)
- (1890-1892) Elisabeth Jensen / Louise Jensen
- (1892-1905) P. Schmidt-Madsen, købmand i Horsens (købt ved auktion)
- (1905) P. Schmidt-Madsens konkursbo
- (1905-1940) J.C. Lassen
- (1951-1979) P. Salskov-Iversen, (skov og hovedbygning)
- (1979- ) Sigrid Søgaard Mortensen, (skov og hovedbygning)
- (1940-1990) Forskellige ejere
- (1990-2005) Karl Skeldal
- (2005-) Karl Skeldal / Mikael Skeldal / Thomas Skeldal.( Avlsgård og marker).

## Rodvigsballe trinbræt
Rodvigsballe fik 1. august 1955 et trinbræt på Horsens-Bryrup-Silkeborg Jernbane. Et bremsehus fra en gammel godsvogn blev opsat som læskur. Banen blev nedlagt 30. marts 1968. Nu går Bryrupbanestien på banens tracé.